# Дабаев, Мэлс Юндунович
Мэлс Юндунович Дабаев — советский и российский тренер по стрельбе из лука, Заслуженный тренер СССР (1984).

## Биография
Родился 29 февраля 1940 года в селе Зугалай Могойтуйского района Агинского Бурят-Монгольского национального округа Читинской области (ныне — район в составе Забайкальского края).
Стрельбой из лука начал заниматься в 1968 после окончания Читинского государственного мединститута, работая врачом в Агинской окружной больнице. С 1972 г. — на спортивно-педагогической работе, тренер сборной команды Читинской области, сборной ЦС ВФСО «Динамо», сборной РСФСР.
С 1999 г. — преподаватель Восточно-Сибирского технологического института в Улан-Удэ, тренер сборной команды России.
Скончался М. Ю. Дабаев 15 января 2019 года.

## Спортивные достижения
Абсолютный чемпион СССР, 6-кратный рекордсмен СССР, абсолютный чемпион Спартакиады народов РСФСР 1971—1975 годов, чемпион СССР в личном зачете (1977), чемпион VI и VII Спартакиад народов СССР в командном зачете (1975, 1979), многократный призёр международных турниров (Италия — 3 раза, Бельгия, Финляндия, Дания, Швеция, Монголия, Австралия).